# آندرانیک هاروتیونیان (هنرپیشه)
آندرانیک هاروتیونیان (ارمنی: Անդրանիկ Հարությունյան؛  ۲ مهٔ ۱۹۴۳ – ۱۴ ژانویهٔ ۲۰۱۵) یک بازیگر اهل ارمنستان بود. وی بین سال‌های - تا - میلادی فعالیت می‌کرد.

## زندگی‌نامه
وی در ۲ مهٔ ۱۹۴۳ در ایروان به دنیا آمد و از انستیتو دولتی هنری و نمایشی ایروان فارغ‌التحصیل شد. وی همچنین برندهٔ جوایزی همچون چهره هنری شایسته جمهوری ارمنستان شده است. وی در ۱۴ ژانویهٔ ۲۰۱۵ در سن ۷۱ سالگی در ایروان درگذشت.